# Адолф фон Арним-Бойценбург
Адолф Хайнрих Граф Арним-Бойценбург (на немски: Adolf Heinrich von Arnim-Boitzenburg) е пруски юрист, политик и първи министър-председател на Прусия.

## Биография
Адолф Хайнрих фон Арним-Бойценбург е роден на 10 април 1803 г. в Берлин, Прусия, в семейството на пруския посланик в Дрезден и Копенхаген граф Фридрих Абрахам Вилхелм фон Анрим-Бойценбург (Friedrich Abraham Wilhelm von Arnim-Boitzenburg; 1767 – 1812) и Георгина Шарлота Августа фон Валмоден-Гимборн (1770 – 1859), дъщеря на хановерския фелдмаршал Йохан Лудвиг фон Валмоден-Гимборн (1736 – 1811). Внук е на военния министър Фридрих Вилхелм фон Анрим-Бойценбург (1739 – 1801) и баронеса Фридерика (Фреда) Антоанета фон Крам (1747 – 1817).
След раздялата на наследственото имущество той получава най-голям дял от завещанието. След това се записва в Гьотингенския университет, където следва право, и след дипломирането си постъпва като юрист в Държавната служба.
През 1833 г. заема поста, президент на Щралзундското правителство като и на Ахен и Мерзебург, след това. От 1840 г. е назначен за началник-президент на Познанската провинция.
С идването на 1837 г. фон Арним става член на Държавния съвет, а през 1842 г. заменил фон Рохов в Министерството на вътрешните работи. След като отменил полицейско-шпионската система, той се популяризирал сред народа си, но за кратко време дължащо се на дейностите на пресата и изгонването на Баденските депутати, Гекер и Ицщайн (1845).
От 1847 г. в съединена лантага той си спечелва уважение, благодарение на неговата красноречивост, като се старае да придаде на правителството либерална посока. След Мартенската революция обаче по премахването на Боделшвинга, царят му връчил управлението на министерството, но през март той подава оставка след несъгласието по политиката водена от братовчед му барон Александер фон Арним, който в това време е назначен за министър на външните работи.
Избран за член на Германската национална система по-късно, той напълно се отказал от правомощията на политик, като се застъпил за интересите на благородството на земята, участващ в заседанията на Юнкерския парламент. В началото на 1849 г. дори е член на Долната камара, принадлежаща към крайно дясната политическа партия, като се присъединил към желанието на либералните бюрократи в Конституционните заседания. В тази посока, той е действал още през първите си година на служба в [Законодателна власт|Горната камара]], на която става наследствен член през 1854 г.
През 1858 г. едва след падането на Мантойфел, Арним се склонил към феодалната реакция, и благодарение на влиянието си в Горната камара не се съгласил относно усилващата конституция. От 1862 до 1866 г. да оправдае поведението си, той публикувал книгата Das Recht des Herrenhauses bei Festsetzung des Staatshaushalts (Берлин 1862 г.).
В последните си години на живот, Анрим се оттегля от политическата сцена, като умира на 8 януари 1868 г. в имението си Бойценбурге.

## Фамилия
Адолф Хайнрих фон Арним-Бойценбург се жени на 4 август 1830 г. за Анна Каролина фон дер Шуленбург (* 17 ноември 1804, Волфсбург; † 1 януари 1886, Берлин), дъщеря на граф Ханс Гюнтер Вернер фон дер Шуленбург (1777 – 1806) и фрайин Каролина Якобина София фон Фризен (1781 – 1856). Те имат 10 деца;
- Фреда София Каролина Мария (* 3 ноември 1831; † 9 август 1905), омъжена за пруския дипломат Карл Фридрих фон Савини (1814 – 1875)
- Дитлоф Фридрих Адолф (* 12 декември 1832; † 15 декември 1887), пруски политик, женен I. на 6 юли 1865 г. за Матилда фон Швайниц-Крайн (* 11 октомври 1841; † 9 септември 1874), II. на 30 ноември 1875 г. за Хелена фон Швайниц-Крайн (* 25 април 1846; † 9 януари 1930)
- София (* 21 август 1836: † 30 ноември 1918), омъжена за дипломата Хари фон Арним (* 3 октомври 1824; † 19 май 1881)
- Траугот Херман (* 20 юни 1839; † 22 януари 1919), дипломат, женен I. за Лаура фон Лоцбек (* 27 септември 1852; † 11 септември 1886), II. за Каролина фон Бисмарк-Болен (вдовица на Георг Вернер)
- Георг Карл Албрехт (* 17 януари 1841; † 3 декември 1903), женен за графиня Анна фон дер Шуленбург (* 24 юни 1858; † 11 октомври 1911)
- Георг Вернер (* 3 май 1845; † 6 септември 1881), женен за графиня Каролина фон Бисмарк-Болен (* 31 март 1851; † 12 октомври 1912), немска писателка
- Фреда Анна Каролина (* 17 април 1842; † 1916), омъжена на 28 юли 1870 г. за дипломата Теодор фон Бетман-Холвег (1821 – 1886)
- Мария Хенриета Елизабет (* 13 юни 1849; † 31 март 1917), дворцова дама на императрицата, омъжена на 26 юли 1871 г. за граф Удо фон Щолберг-Вернигероде (1840 – 1910), президент на имперското народно събрание (1907 – 1910).

## Произведения
- Das administrative Glaubens-Bekenntniß des Grafen von Arnim. Wigand, Leipzig 1845. Шаблон:ULBDD
- Die deutsche Centralgewalt und Preußen. Mit einem Vorwort desselben an seine Wähler zur deutschen National-Versammlung. Georg Reimer, Berlin 1848 Digitalisat
- Über die Vereidigung des Heeres auf die Verfassung. Geschrieben im August 1849. Deckersche Geh. Ober-Hofbuchdruckereim Berlin 1849.
- Bemerkungen des Grafen Arnim-Boitzenburg zu der Schrift: Die Berliner Märztage, vom militärischen Standpunkte aus geschildert. Berlin 1850.
- Das Recht des Herrenhauses bei Festsetzung des Staatshaushalts. Berlin 1863.